# Alsineae
Alsineae — триба трав'янистих рослин родини гвоздикові (Caryophyllaceae). Етимологія: дав.-гр. αλσινη — давньогрецька назва, яка стосувалася ймовірно Stellaria media. Типовий рід — Alsine з типовим видом Alsine media L. (1753), що є синонімом Stellaria media (L.) Vill. (1789).